# Dieter Berkmann
Dieter Berkmann (Mittenwald, 27 de julio de 1950) es un deportista alemán que compitió para la RFA en ciclismo en la modalidad de pista, especialista en la prueba de velocidad individual.
Ganó dos medallas de plata en el Campeonato Mundial de Ciclismo en Pista, en los años 1978 y 1979.
Participó en dos Juegos Olímpicos de Verano, en los años 1972 y 1976, ocupando el cuarto lugar en Montreal 1976, en la disciplina de velocidad individual.

## Medallero internacional
| Campeonato Mundial | Campeonato Mundial       | Campeonato Mundial | Campeonato Mundial       |
| Año                | Lugar                    | Medalla            | Competición              |
| ------------------ | ------------------------ | ------------------ | ------------------------ |
| 1978               | Múnich (RFA)             | Medalla de plata   | Velocidad individual (P) |
| 1979               | Ámsterdam (Países Bajos) | Medalla de plata   | Velocidad individual (P) |